# Ricardo Abreu
Ricardo "Demente" Abreu (Ribeirão Preto, 27 de abril de 1984) é um lutador brasileiro de artes marciais mistas, ele é finalista do The Ultimate Fighter: Brasil 3.

## Carreira no Jiu-jitsu
Demente é um faixa preta do Jiu-jitsu brasileiro e conquistou muitos títulos na modalidade, destaque para o Campeonato Mundial Profissional em Abu Dhabi de 2010 na Faixa Preta.

## Principais títulos
- Campeão Mundial Categoria - 2001 (faixa azul)
- Campeão Mundial Absoluto - 2001 (faixa azul)
- Medalha de prata no Mundial – 2000 (faixa azul)
- Medalha de bronze no Mundial – 2005 (faixa preta)
- Campeão Brasileiro Categoria - 2009 (faixa preta)
- Campeão Brasileiro Absoluto - 2009 (faixa preta)
- Campeão Paulista 2005 (faixa preta)
- Medalha de prata no Mundial 2009 (faixa preta)
- Campeão Sul-Americano Absoluto - 2009 (faixa preta)
- Campeão Europeu - 2010 (faixa preta)
- Medalha de prata Mundial EUA – 2010 (faixa preta)
- Campeão da Seletiva Brasileira para a Copa do Mundo - 2010 (faixa preta)
- Campeão do Mundo de Jiu-Jitsu - Abu Dhabi - 2010 (faixa preta)
- Campeão do Grapplers Quest (UFC) - Boston (EUA) – 2010 -Categoria Profissional
- Campeão do Long Island Pride - Nova York (EUA) - 2010 (faixa preta)

## Carreira no MMA

### The Ultimate Fighter
Ricardo Demente venceu sua luta preliminar contra Willian Steindorf por nocaute técnico no segundo round.
Nas quartas-de-final, Demente enfrentou Guilherme Vasconcelos. Em uma luta muito parelha, Demente venceu por decisão unânime após dois rounds.
Na semifinal do evento, Demente foi derrotado por Márcio Alexandre Jr. por decisão dividida dos juízes após três rounds.

### Ultimate Fighting Championship
Ricardo lutou no evento da final do TUF Brasil 3, em 31 de Maio de 2014 no UFC Fight Night: Miocic vs. Maldonado contra Wagner Gomes. Ele venceu por finalização no segundo round com um mata leão.
Abreu era esperado para enfrentar Daniel Sarafian em 6 de Junho de 2015 no UFC Fight Night: Boetsch vs. Henderson. No entanto, uma lesão tirou Sarafian da luta e ele foi substituído por Jake Collier. Em uma luta bastante equilibrada e movimentada, Abreu foi derrotado por decisão dividida, tendo sua primeira derrota no MMA profissional.
Abreu era esperado para enfrentar Dan Kelly em 15 de Novembro de 2015 no UFC 193. No entanto, Abreu se lesionou e foi substituído por Steve Montgomery.

## Cartel no MMA
| Cartel no MMA   |            |           |
| 6 lutas         | 5 vitórias | 1 derrota |
| Por nocaute     | 3          | 0         |
| Por finalização | 2          | 0         |
| Por decisão     | 0          | 1         |

| Res.    | Cartel | Oponente               | Método                       | Evento                                 | Data       | Round | Tempo | Local                     | Notas |
| ------- | ------ | ---------------------- | ---------------------------- | -------------------------------------- | ---------- | ----- | ----- | ------------------------- | ----- |
| Derrota | 5-1    | Jake Collier           | Decisão (dividida)           | UFC Fight Night: Boetsch vs. Henderson | 06/06/2015 | 3     | 5:00  | New Orleans, Louisiana    |       |
| Vitória | 5-0    | Wagner Gomes           | Finalização (mata leão)      | UFC Fight Night: Miocic vs. Maldonado  | 31/05/2014 | 2     | 1:26  | São Paulo                 |       |
| Vitória | 4-0    | Leandro Souza          | Nocaute Técnico (socos)      | X-Fight MMA 6                          | 27/07/2013 | 1     | 0:24  | Matão, São Paulo          |       |
| Vitória | 3-0    | Jared Bailey           | Nocaute Técnico (socos)      | EFWC - The Untamed 2                   | 30/03/2012 | 1     | 0:59  | Anaheim, California       |       |
| Vitória | 2-0    | Léo Rocha              | Nocaute Técnico (socos)      | BRFC - Desafio dos Imortais            | 16/12/2011 | 1     | 0:24  | Ribeirão Preto, São Paulo |       |
| Vitória | 1-0    | Marcos Wilson da Silva | Finalização (chave de braço) | BRFC - Challenge of the Americas       | 09/07/2011 | 1     | 1:01  | Belford Roxo, São Paulo   |       |

### Cartel noTUF Brasil 3
| Res.    | Cartel | Oponente              | Método                  | Evento       | Data                  | Round | Tempo | Local                | Notas            |
| ------- | ------ | --------------------- | ----------------------- | ------------ | --------------------- | ----- | ----- | -------------------- | ---------------- |
| Derrota | 2-1    | Márcio Alexandre Jr.  | Decisão (dividida)      | TUF Brasil 3 | 25/05/2014 (exibição) | 3     | 5:00  | São Paulo, São Paulo | Semifinal        |
| Vitória | 2-0    | Guilherme Vasconcelos | Decisão (unânime)       | TUF Brasil 3 | 07/04/2014 (exibição) | 2     | 5:00  | São Paulo, São Paulo | Quartas de Final |
| Vitória | 1-0    | Willian Steindorf     | Nocaute Técnico (socos) | TUF Brasil 3 | 09/03/2014 (exibição) | 2     | N/A   | São Paulo, São Paulo | Luta Preliminar  |